# محافظة مندوك
محافظة مندوك هي محافظة تقع في بيونغان الجنوبية، كوريا الشمالية.